# Musikteori
Musikteori er teorien om musik. Det er et forsøg på at kortlægge begreberne toner og rytmik, og sætte dem op i sammenhængende systemer (e.g. kvintcirklen), der kan forstås og bruges af alle der har lært systemet at kende.
Musikteori danner basis for en stor del af den musik vi ser i dag og bruges over alt til at komponere musikstykker. Det at skrive en andenstemme til en melodi kaldes for eksempel at harmonisere, da man efter nogle specielle principper indsætter toner, der lyder godt til den givne melodi.

## Musikteoretiske emner

### Nodesystemet
- Node
- Nøgle
  - G-nøgle
  - F-nøgle
  - C-nøgle
  - Trommenøgle
- Grundskala
- Skala (musik)
- Becifring

### Intervaller
- Toneinterval

1. Prim (C-C)
2. Sekund (C-D)
3. Terts (C-E)
4. Kvart (C-F)
  - Tritonus (C-F#)
5. Kvint (C-G)
6. Sekst (C-A)
7. Septim (C-H)
8. Oktav (C-C')
9. None (C-D')
10. Decim (C-E')
11. Undecim (C-F')
12. Duodecim (C-G')
13. Tertdecim (C-A')
14. Kvartdecim (C-H')
15. Kvintdecim (C-C')

### Harmonilære
- Kvintcirkel
- Harmonilære
  - Funktionsharmonisk analyse
  - Koralharmonisering
- Akkord
- Tonika
- Mediant
- Dominant
- Subdominant
- Kirketonearter
  - Ionisk (Dur)
  - Dorisk
  - Frygisk
  - Lydisk
  - Mixolydisk
  - Æolisk (Ren mol)
  - Lokrisk

### Form
- Strofisk form
- AABA-form
- Pop-form
- Udvidet pop-form
- Klar-parat-start

### Fysisk teori
- Hertz
- Frekvens
- Svingning
- Svingningstid
- Amplitude